# Tyrophagus
Genre
Tyrophagus est un genre d'acariens de la famille des Acaridae.

## Liste des espèces
Selon GBIF (4 mai 2021) :
- Tyrophagus bambusae Tseng, 1973
- Tyrophagus curvipenis Fain & Fauvel, 1993
- Tyrophagus dinidiatus  1804
- Tyrophagus fanetzhangorum Klimov & OConnor, 2009
- Tyrophagus hamedaniensis Masoudian, Khanjani & Saboori, 2019
- Tyrophagus kentinus Tseng, 1973
- Tyrophagus longior Gervais, 1844
- Tyrophagus macfarlanei Fan & Zhang, 2007
- Tyrophagus muris Oudemans, 1924
- Tyrophagus neiswanderi Johnston & Bruce, 1965
- Tyrophagus pacificus Fan & Zhang, 2007
- Tyrophagus palmarum (Oudemans, 1924)
- Tyrophagus perniciosus Zakhvatkin, 1941
- Tyrophagus putrescentiae (Schrank, 1781)
- Tyrophagus similis Volgin, 1949
- Tyrophagus tropicus Robertson, 1959
- Tyrophagus vanheurni Oudemans, 1924
- Tyrophagus womersleyi Fan & Zhang, 2007
- Tyrophagus xenoductus Fan & Zhang, 2007

## Systématique
Le nom scientifique complet (avec auteur) de ce taxon est Tyrophagus Oudemans, 1924.
Les genres suivants sont synonymes de Tyrophagus selon GBIF (4 mai 2021) :
- Celognathus Mégnin, 1880
- Coelognathus Hessling, 1852
- Povelsenia Oudemans, 1924